# Стюарт, Генри, лорд Дарнли
Ге́нри Стю́арт, лорд Да́рнли, герцог О́лбани и граф Росс (англ. Henry Stuart, Lord Darnley; 7 декабря 1545 — 10 февраля 1567) — супруг королевы Шотландии Марии Стюарт. Отец короля Англии и Шотландии Якова I (VI).

## Биография
Генри был сыном Мэтью Стюарта, 4-го графа Леннокса и Маргариты Дуглас. Через прабабку по отцу (по женской линии) Генри вёл своё происхождение от королей Шотландии из династии Стюартов, а по матери он был правнуком английского короля Генриха VII Тюдора и Елизаветы Йоркской.
В юности Генрих Стюарт проживал вместе со своей матерью в Англии (где и родился), но в начале 1565 года, в возрасте 19 лет, прибыл к отцу в Шотландию. Высокий, стройный и утончённый принц с первой встречи произвёл впечатление на молодую шотландскую королеву Марию Стюарт. Возможно, как полагает Стефан Цвейг, он напомнил ей изысканный французский двор, где Мария провела своё детство, и который так контрастировал с жёсткими нравами шотландской знати. Как бы то ни было, 29 июля 1565 года состоялась свадьба королевы Шотландии и лорда Дарнли. Венчание было совершено по католическому обряду, в холирудской капелле Марии. Генрих Дарнли формально принадлежал к Католической церкви, хоть и не имел твёрдых религиозных убеждений.
Этот брак, с одной стороны, вызвал резкое недовольство английской королевы Елизаветы I, которая боялась допустить соединения двух ближайших претендентов на английский престол. В отместку Елизавета арестовала мать Дарнли Маргариту Дуглас и бросила её в Тауэр. С другой стороны, поспешный брак и крах надежд на сближение с Англией привели к отставке ведущих шотландских государственных деятелей — Джеймса Стюарта, графа Морея, и Уильяма Мейтланда, до этого времени определявших политику страны. Восстание Морея, поднятое им в конце лета 1565 года, было, однако, быстро подавлено королевскими войсками.
Брак Генриха и Марии Стюарт оказался неудачным. Будучи достаточно посредственной личностью и не обладая задатками государственного мужа, лорд Дарнли, тем не менее, претендовал на первое место в королевстве. Разочарованная Мария не желала уступить своему супругу ни доли королевской власти. Постепенно королева отдалялась от мужа, всё больше полагаясь на иностранцев из своей свиты, в частности, её личного секретаря Давида Риччо. Раздражённый Дарнли сблизился с крайними протестантами во главе с графом Мортоном, недовольными продолжением католических богослужений при дворе. В результате сложился заговор против королевы. 9 марта 1566 г. заговорщики ворвались в покои Марии Стюарт и на глазах у беременной королевы зверски убили её любимца, Давида Риччо.
Несмотря на убийство, заговор в целом провалился. Мария сумела расколоть ряды заговорщиков и примирилась с супругом. В ответ граф Мортон, возмущённый предательством Дарнли, переслал королеве документы, подтверждающие причастность принца к убийству Риччо. Но даже без этих доказательств разрыв между супругами стал свершившимся фактом. Генрих поселился в Глазго и проигнорировал рождение своего сына, будущего короля Якова VI. Мария тем временем влюбилась в яркого и энергичного Джеймса Хепберна, графа Ботвелла. Появились слухи о близящемся разводе Марии и Генриха. Однако развод мог означать объявление их сына незаконным, чего не могла допустить королева.
В результате к началу 1567 года сложилась система заговоров против Дарнли и Марии Стюарт. С одной стороны, устранение Дарнли стало главной задачей Ботвелла, стремящегося жениться на королеве. С другой стороны, после предательства своих сообщников по убийству Риччо, король-консорт сделался врагом Мортона и крайних протестантов. К ним примыкала и группа графа Морея, которая видела в возможном убийстве Дарнли способ свержения королевы Марии (существует даже версия, что сам Дарнли планировал заговор против своей жены). Какая из этих групп в действительности организовала убийство принца, до сих пор не установлено. Известно, однако, что в ночь с 9 на 10 февраля 1567 года взорвался начинённый пороховыми бочками дом в Керк-о’Фильде, где остановился Дарнли и где он встречался накануне с королевой. В саду при доме было найдено тело принца, убитого, по-видимому, не при взрыве, а при попытке бегства из горящего дома.
Убийство Дарнли, в котором народная молва обвинила королеву, стало первым шагом к свержению в конце 1567 года Марии Стюарт.

## В культуре
В литературе
- Стефан Цвейг. Мария Стюарт. Мария Антуанетта. — М.: Мысль, 1992. — 830 с. — ISBN 5-244-00654-1.
- Маргарет Джордж. Тайна Марии Стюарт. — М.: Эксмо, 2014. — ISBN 978-5-699-74507-4.
- Маргарет Джордж. Ошибка Марии Стюарт. — М.: Эксмо, 2015. — ISBN 978-5-699-75839-5.
- Маргарет Джордж. Последний танец Марии Стюарт. — М.: Эксмо, 2015. — ISBN 978-5-699-82952-1.

В кинематографе
- В фильме 1936 года «Мария Шотландская» роль лорда Дарнли исполнил  Дуглас Уолтон.
- В фильме 1971 года «Мария — королева Шотландии» роль лорда Дарнли исполнил Тимоти Далтон.
- В фильме 2004 года «Заговор против короны» роль лорда Дарнли исполнил Пол Николлс.
- В фильме 2013 года «Мария — королева Шотландии» роль лорда Дарнли исполнил Анейрин Барнард.
- В сериале «Царство» 2013—2017 годов роль лорда Дарнли в четвёртом сезоне исполнил Уилл Кемп.
- В фильме 2018 года «Две королевы» роль лорда Дарнли исполнит Джек Лауден.